# Eisschnelllauf-Mehrkampfweltmeisterschaft 2006

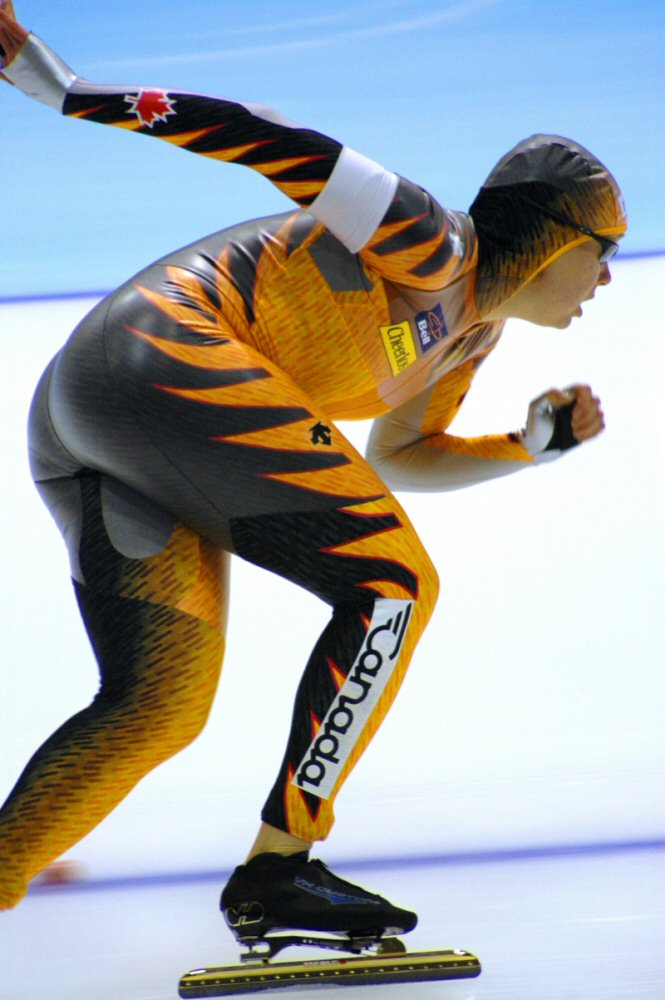
Mehrkampf-Weltmeisterin
Cindy Klassen

Die 100. Mehrkampfweltmeisterschaft (64. der Frauen) wurde vom 18. bis 19. März 2006 im kanadischen Calgary (Olympic Oval) ausgetragen.

## Teilnehmende Nationen
- 48 Sportler aus 13 Nationen nahmen am Mehrkampf teil.

| Teilnehmende Nationen                            | Teilnehmende Nationen                | Teilnehmende Nationen      | Teilnehmende Nationen       |
| ------------------------------------------------ | ------------------------------------ | -------------------------- | --------------------------- |
| Österreich Kanada Volksrepublik China Tschechien | Deutschland Italien Japan Kasachstan | Niederlande Norwegen Polen | Russland Vereinigte Staaten |

## Wettbewerb

### Frauen

#### Endstand Kleiner-Vierkampf
- Zeigt die ersten zwölf Finalteilnehmerinnen der Mehrkampf-WM über 5.000 Meter.
  - Die Zahl in Klammern gibt die Platzierung je Einzelstrecke an, fett gedruckt die jeweils Schnellste.

| Rang | Name                   | 500 Meter      | Pkt.  | 3.000 Meter      | Pkt.  | 1.500 Meter      | Pkt.  | 5.000 Meter      | Pkt.  | Gesamt- pkt.  |
| ---- | ---------------------- | -------------- | ----- | ---------------- | ----- | ---------------- | ----- | ---------------- | ----- | ------------- |
| 1    | Cindy Klassen          | 37,51 (1) (CR) | 37,51 | 3:53,34 (1) (WR) | 38,89 | 1:51,85 (1) (CR) | 37,28 | 6:48,97 (1) (CR) | 40,89 | 154,580 (WR)  |
| 2    | Claudia Pechstein      | 38,99 (4)      | 38,99 | 3:57,35 (2)      | 39,55 | 1:55,82 (4)      | 38,60 | 6:51,11 (3)      | 41,11 | 158,265 (ER)  |
| 3    | Kristina Groves        | 38,75 (2)      | 38,75 | 3:59,46 (3)      | 39,91 | 1:54,54 (3)      | 38,18 | 6:54,55 (4)      | 41,45 | 158,295       |
| 4    | Ireen Wüst             | 39,04 (5)      | 39,04 | 4:01,11 (7)      | 40,18 | 1:54,03 (2)      | 38,01 | 6:59,87 (7)      | 41,98 | 159,222       |
| 5    | Maren Haugli           | 39,94 (14)     | 39,94 | 4:00,34 (4)      | 40,05 | 1:55,99 (6)      | 38,66 | 6:54,98 (5)      | 41,49 | 160,157       |
| 6    | Daniela Anschütz-Thoms | 39,81 (13)     | 39,81 | 4:00,44 (5)      | 40,07 | 1:56,63 (9)      | 38,87 | 6:56,15 (6)      | 41,61 | 160,374       |
| 7    | Maki Tabata            | 39,39 (10)     | 39,39 | 4:02,59 (10)     | 40,43 | 1:55,95 (5)      | 38,65 | 7:00,09 (8)      | 42,00 | 160,480       |
| 8    | Tessa van Dijk         | 39,73 (12)     | 39,73 | 4:02,19 (8)      | 40,36 | 1:56,47 (7)      | 38,82 | 7:00,10 (9)      | 42,01 | 160,928       |
| 9    | Martina Sáblíková      | 40,72 (21)     | 40,72 | 4:01,09 (6)      | 40,18 | 1:57,92 (16)     | 39,30 | 6:50,45 (2)      | 41,04 | 161,252 (JWR) |
| 10   | Fei Wang               | 39,45 (11)     | 39,45 | 4:04,38 (11)     | 40,73 | 1:56,56 (8)      | 38,85 | 7:10,48 (12)     | 43,04 | 162,081       |
| 11   | Wieteke Cramer         | 39,37 (9)      | 39,37 | 4:04,79 (12)     | 40,79 | 1:57,41 (14)     | 39,13 | 7:08,08 (11)     | 42,80 | 162,112       |
| 12   | Catherine Raney        | 40,69 (20)     | 40,69 | 4:02,58 (9)      | 40,43 | 1:57,63 (15)     | 39,21 | 7:02,69 (10)     | 42,26 | 162,599       |

#### 500 Meter
| Platz | Name                   | Land        | Zeit       | Punkte |
| ----- | ---------------------- | ----------- | ---------- | ------ |
| 1     | Cindy Klassen          | Kanada      | 37,51 (CR) | 37,51  |
| 2     | Kristina Groves        | Kanada      | 38,75      | 38,75  |
| 2     | Jekaterina Lobyschewa  | Russland    | 38,75      | 38,75  |
| 4     | Claudia Pechstein      | Deutschland | 38,99      | 38,99  |
| 5     | Ireen Wüst             | Niederlande | 39,04      | 39,04  |
| 6     | Katarzyna Trzebunia    | Polen       | 39,08      | 39,08  |
| 6     | Jekaterina Abramowa    | Russland    | 39,08      | 39,08  |
| 8     | Christine Nesbitt      | Kanada      | 39,29      | 39,29  |
| 9     | Wieteke Cramer         | Niederlande | 39,37      | 39,37  |
| 10    | Maki Tabata            | Japan       | 39,39      | 39,39  |
|       |                        |             |            |        |
| 13    | Daniela Anschütz-Thoms | Deutschland | 39,81      | 39,81  |
| 17    | Lucille Opitz          | Deutschland | 40,65      | 40,65  |
| 23    | Anna Rokita            | Österreich  | 40,94      | 40,94  |

#### 3.000 Meter
| Platz | Name                   | Land               | Zeit         | Punkte |
| ----- | ---------------------- | ------------------ | ------------ | ------ |
| 1     | Cindy Klassen          | Kanada             | 3:53,34 (WR) | 38,89  |
| 2     | Claudia Pechstein      | Deutschland        | 3:57,35      | 39,55  |
| 3     | Kristina Groves        | Kanada             | 3:59,46      | 39,91  |
| 4     | Maren Haugli           | Norwegen           | 4:00,34      | 40,05  |
| 5     | Daniela Anschütz-Thoms | Deutschland        | 4:00,44      | 40,07  |
| 6     | Martina Sáblíková      | Tschechien         | 4:01,09      | 40,18  |
| 7     | Ireen Wüst             | Niederlande        | 4:01,11      | 40,18  |
| 8     | Tessa van Dijk         | Niederlande        | 4:02,19      | 40,36  |
| 9     | Catherine Raney        | Vereinigte Staaten | 4:02,58      | 40,43  |
| 10    | Maki Tabata            | Japan              | 4:02,59      | 40,43  |
|       |                        |                    |              |        |
| 13    | Lucille Opitz          | Deutschland        | 4:07,34      | 41,22  |
| 18    | Anna Rokita            | Österreich         | 4:11,03      | 41,83  |

#### 1.500 Meter
| Platz | Name                   | Land                | Zeit         | Punkte |
| ----- | ---------------------- | ------------------- | ------------ | ------ |
| 1     | Cindy Klassen          | Kanada              | 1:51,85 (CR) | 37,28  |
| 2     | Ireen Wüst             | Niederlande         | 1:54,03      | 38,01  |
| 3     | Kristina Groves        | Kanada              | 1:54,54      | 38,18  |
| 4     | Claudia Pechstein      | Deutschland         | 1:55,82      | 38,60  |
| 5     | Maki Tabata            | Japan               | 1:55,95      | 38,65  |
| 6     | Maren Haugli           | Norwegen            | 1:55,99      | 38,66  |
| 7     | Tessa van Dijk         | Niederlande         | 1:56,47      | 38,82  |
| 8     | Fei Wang               | Volksrepublik China | 1:56,56      | 38,85  |
| 9     | Daniela Anschütz-Thoms | Deutschland         | 1:56,63      | 38,87  |
| 10    | Jekaterina Lobyschewa  | Russland            | 1:56,75      | 38,91  |
| 10    | Christine Nesbitt      | Kanada              | 1:56,75      | 38,91  |
|       |                        |                     |              |        |
| 17    | Lucille Opitz          | Deutschland         | 1:58,57      | 39,52  |
| 21    | Anna Rokita            | Österreich          | 2:01,80      | 40,60  |

#### 5.000 Meter
| Platz | Name                   | Land               | Zeit         | Punkte |
| ----- | ---------------------- | ------------------ | ------------ | ------ |
| 1     | Cindy Klassen          | Kanada             | 6:48,97 (CR) | 40,89  |
| 2     | Martina Sáblíková      | Tschechien         | 6:50,45      | 41,04  |
| 3     | Claudia Pechstein      | Deutschland        | 6:51,11      | 41,11  |
| 4     | Kristina Groves        | Kanada             | 6:54,55      | 41,45  |
| 5     | Maren Haugli           | Norwegen           | 6:54,98      | 41,49  |
| 6     | Daniela Anschütz-Thoms | Deutschland        | 6:56,15      | 41,61  |
| 7     | Ireen Wüst             | Niederlande        | 6:59,87      | 41,98  |
| 8     | Maki Tabata            | Japan              | 7:00,09      | 42,00  |
| 9     | Tessa van Dijk         | Niederlande        | 7:00,10      | 42,01  |
| 10    | Catherine Raney        | Vereinigte Staaten | 7:02,69      | 42,26  |

### Männer

#### Endstand Großer-Vierkampf
- Zeigt die zwölf Finalteilnehmer der Mehrkampf-WM über 10.000 Meter.
  - Die Zahl in Klammern gibt die Platzierung je Einzelstrecke an, fett gedruckt der jeweils Schnellste.

| Rang | Name                 | 500 Meter  | Pkt.  | 5.000 Meter  | Pkt.  | 1.500 Meter      | Pkt.  | 10.000 Meter  | Pkt.   | Gesamt- pkt.  |
| ---- | -------------------- | ---------- | ----- | ------------ | ----- | ---------------- | ----- | ------------- | ------ | ------------- |
| 1    | Shani Davis          | 35,17 (1)  | 35,17 | 6:10,49 (4)  | 37,04 | 1:42,68 (1) (CR) | 34,22 | 13:05,94 (5)  | 39,29  | 145,742 (WR)  |
| 2    | Enrico Fabris        | 35,99 (6)  | 35,99 | 6:10,23 (3)  | 37,02 | 1:44,02 (4)      | 34,67 | 13:10,60 (6)  | 39,53  | 147,216       |
| 3    | Sven Kramer          | 36,93 (14) | 36,93 | 6:09,97 (1)  | 36,99 | 1:46,80 (13)     | 35,60 | 12:51,60 (1)  | 38,58  | 148,107       |
| 4    | Eskil Ervik          | 37,03 (17) | 37,03 | 6:12,09 (5)  | 37,20 | 1:45,73 (9)      | 35,24 | 13:01,41 (4)  | 39,07  | 148,552       |
| 5    | Denny Morrison       | 35,59 (4)  | 35,59 | 6:29,93 (18) | 38,99 | 1:42,97 (3)      | 34,32 | 13:45,14 (10) | 41,25  | 150,163       |
| 6    | Håvard Bøkko         | 36,42 (9)  | 36,42 | 6:20,42 (9)  | 38,04 | 1:46,31 (11)     | 35,43 | 13:29,42 (8)  | 40,47  | 150,369 (JWR) |
| 7    | Ippolito Sanfratello | 36,59 (10) | 36,59 | 6:23,66 (11) | 38,36 | 1:46,13 (10)     | 35,37 | 13:26,91 (7)  | 40,34  | 150,677       |
| 8    | Konrad Niedźwiedzki  | 35,52 (2)  | 35,52 | 6:29,14 (16) | 38,91 | 1:45,08 (5)      | 35,02 | 13:51,95 (11) | 41,59  | 151,057       |
| 9    | Sicco Janmaat        | 36,97 (16) | 36,97 | 6:22,38 (10) | 38,23 | 1:46,72 (12)     | 35,57 | 13:29,55 (9)  | 40,47  | 151,258       |
| 10   | Øystein Grødum       | 39,10 (24) | 39,10 | 6:16,16 (6)  | 37,61 | 1:48,52 (20)     | 36,17 | 12:56,38 (2)  | 38,810 | 151,708       |
| 11   | Lasse Sætre          | 38,45 (23) | 38,45 | 6:19,35 (7)  | 37,93 | 2:15,00 (24)     | 45,00 | 12:56,85 (3)  | 38,84  | 160,227       |
| 12   | Chad Hedrick         | 35,58 (3)  | 35,58 | 6:09,98 (2)  | 36,99 | 1:42,85 (2)      | 34,28 | DQ (−)        | −      | −             |

#### 500 Meter
| Platz | Name                 | Land               | Zeit  | Punkte |
| ----- | -------------------- | ------------------ | ----- | ------ |
| 1     | Shani Davis          | Vereinigte Staaten | 35,17 | 35,17  |
| 2     | Konrad Niedźwiedzki  | Polen              | 35,52 | 35,52  |
| 3     | Chad Hedrick         | Vereinigte Staaten | 35,58 | 35,58  |
| 4     | Denny Morrison       | Kanada             | 35,59 | 35,59  |
| 5     | Steven Elm           | Kanada             | 35,81 | 35,81  |
| 6     | Enrico Fabris        | Italien            | 35,99 | 35,99  |
| 7     | Iwan Skobrew         | Russland           | 36,00 | 36,00  |
| 8     | Takahiro Ushiyama    | Japan              | 36,06 | 36,06  |
| 9     | Håvard Bøkko         | Norwegen           | 36,42 | 36,42  |
| 10    | Ippolito Sanfratello | Italien            | 36,59 | 36,59  |
|       |                      |                    |       |        |
| 15    | Tobias Schneider     | Deutschland        | 36,94 | 36,94  |

#### 5.000 Meter
| Platz | Name             | Land               | Zeit    | Punkte |
| ----- | ---------------- | ------------------ | ------- | ------ |
| 1     | Sven Kramer      | Niederlande        | 6:09,97 | 36,99  |
| 2     | Chad Hedrick     | Vereinigte Staaten | 6:09,98 | 36,99  |
| 3     | Enrico Fabris    | Italien            | 6:10,23 | 37,02  |
| 4     | Shani Davis      | Vereinigte Staaten | 6:10,49 | 37,04  |
| 5     | Eskil Ervik      | Norwegen           | 6:12,09 | 37,20  |
| 6     | Øystein Grødum   | Norwegen           | 6:16,16 | 37,61  |
| 7     | Lasse Sætre      | Norwegen           | 6:19,35 | 37,93  |
| 8     | Arne Dankers     | Kanada             | 6:20,12 | 38,01  |
| 9     | Håvard Bøkko     | Norwegen           | 6:20,42 | 38,04  |
| 10    | Sicco Janmaat    | Niederlande        | 6:22,38 | 38,23  |
|       |                  |                    |         |        |
| 12    | Tobias Schneider | Deutschland        | 6:25,65 | 38,56  |

#### 1.500 Meter
| Platz | Name                 | Land               | Zeit         | Punkte |
| ----- | -------------------- | ------------------ | ------------ | ------ |
| 1     | Shani Davis          | Vereinigte Staaten | 1:42,68 (CR) | 34,22  |
| 2     | Chad Hedrick         | Vereinigte Staaten | 1:42,85      | 34,28  |
| 3     | Denny Morrison       | Kanada             | 1:42,97      | 34,32  |
| 4     | Enrico Fabris        | Italien            | 1:44,02      | 34,67  |
| 5     | Konrad Niedźwiedzki  | Polen              | 1:45,08      | 35,02  |
| 6     | Steven Elm           | Kanada             | 1:45,16      | 35,05  |
| 7     | Iwan Skobrew         | Russland           | 1:45,36      | 35,12  |
| 8     | Stefano Donagrandi   | Italien            | 1:45,52      | 35,17  |
| 9     | Eskil Ervik          | Norwegen           | 1:45,73      | 35,24  |
| 10    | Ippolito Sanfratello | Italien            | 1:46,13      | 35,37  |
|       |                      |                    |              |        |
| 17    | Tobias Schneider     | Deutschland        | 1:47,44      | 35,81  |

#### 10.000 Meter
| Platz | Name                 | Land               | Zeit     | Punkte |
| ----- | -------------------- | ------------------ | -------- | ------ |
| 1     | Sven Kramer          | Niederlande        | 12:51,60 | 38,58  |
| 2     | Øystein Grødum       | Norwegen           | 12:56,38 | 38,81  |
| 3     | Lasse Sætre          | Norwegen           | 12:56,85 | 38,84  |
| 4     | Eskil Ervik          | Norwegen           | 13:01,41 | 39,07  |
| 5     | Shani Davis          | Vereinigte Staaten | 13:05,94 | 39,29  |
| 6     | Enrico Fabris        | Italien            | 13:10,60 | 39,53  |
| 7     | Ippolito Sanfratello | Italien            | 13:26,91 | 40,34  |
| 8     | Håvard Bøkko         | Norwegen           | 13:29,42 | 40,47  |
| 9     | Sicco Janmaat        | Niederlande        | 13:29,55 | 40,47  |
| 10    | Denny Morrison       | Kanada             | 13:45,14 | 41,25  |